# Serie B 2021-2022 (pallamano maschile)
La Serie B 2021-2022 è stata la 50ª edizione del terzo massimo torneo di pallamano maschile in Italia.

## Stagione

### Formula
Nella stagione 2021-22 la Serie B (pallamano maschile) è divisa in 9 aree territoriali che esprimeranno otto promozioni.
Ogni girone appartiene ad un'Area di competenza della FIGH, che gestisce in autonomia i meccanismi per le promozioni.
Le seconde squadre di club appartenenti alla categoria superiore (Serie A2) non possono partecipare ai playoff promozione; le seconde squadre di club appartenenti a due categorie superiori (Serie A1) invece possono partecipare.

### Avvenimenti
Il 19 ottobre 2021 vengono ufficializzati i gironi della Serie B 2021-2022.
Il 16 marzo 2022, con la vittoria per 24-20 contro il Serra Fasano, il Noci ottiene la promozione in Serie A2 con quattro giornate d'anticipo.
Nel weekend del 14 e 15 maggio festeggiano la promozione anche la Polisportiva Ferrarin nell'Area 2, la Pallamano Trieste B nell'Area 3, la Pallamano Tavarnelle nell'Area 4 e l'Aretusa nell'Area 9.
Il 27 maggio viene giocato il primo dei due spareggi che coinvolgono squadre di gironi con meno di sei otto squadre iscritte: nell'Area 1 si qualifica il Brixen B, che affronta la seconda classificata dell'Area 3, l'Olimpica Dossobuono. Sul campo neutro di Mezzocorona (TN) raggiungono la promozione i veronesi, vincendo 30-28.

## Gironi

### Area 1

#### Squadre partecipanti
| Squadra               | Città            |
| --------------------- | ---------------- |
| SSV Bozen Loacker B   | Bolzano          |
| SSV Brixen Handball B | Bressanone (BZ)  |
| SC Meran Alperia B    | Merano (BZ)      |
| Handball Mori         | Mori (TN)        |
| SSV Taufers           | Campo Tures (BZ) |

#### Classifica
Fonte
|  | Pos. | Squadra  | Pt | G  | V | N | S  | GF  | GS  | D    | Note      |
|  | ---- | -------- | -- | -- | - | - | -- | --- | --- | ---- | --------- |
|  | 1.   | Brixen B | 20 | 12 | 9 | 2 | 1  | 413 | 363 | +60  | Spareggio |
|  | 2.   | Meran B  | 17 | 12 | 8 | 1 | 3  | 376 | 301 | +75  |           |
|  | 3.   | Bozen B  | 10 | 12 | 5 | 0 | 7  | 354 | 353 | +1   |           |
|  | 4.   | Mori     | 1  | 12 | 0 | 1 | 12 | 252 | 378 | -126 |           |
|  | 5.   | Taufers  | 0  | 0  | 0 | 0 | 0  | 0   | 0   | +0   | Esclusa   |

### Area 2

#### Squadre partecipanti
| Squadra                         | Città                    |
| ------------------------------- | ------------------------ |
| Cassano Magnago Handball Club C | Cassano Magnago (VA)     |
| Città Giardino                  | Torino                   |
| Pallamano Cologne B             | Cologne (BS)             |
| CUM Petere Valpellice           | Cavour (TO)              |
| Derthona                        | Tortona (AL)             |
| ASD Exes 1984                   | Pinerolo (TO)            |
| Handball Leno                   | Leno (BS)                |
| HC San Giorgio Molteno B        | Molteno (LC)             |
| Polisportiva Ferrarin           | San Donato Milanese (MI) |
| Vigevano                        | Vigevano (PV)            |

#### Classifica
Fonte
|  | Pos. | Squadra               | Pt | G  | V  | N | S  | GF  | GS  | D    | Note       |
|  | ---- | --------------------- | -- | -- | -- | - | -- | --- | --- | ---- | ---------- |
|  | 1.   | Molteno B             | 27 | 16 | 13 | 1 | 2  | 499 | 365 | +134 |            |
|  | 2.   | Cassano Magnago C     | 27 | 16 | 13 | 1 | 2  | 464 | 320 | +144 |            |
|  | 3.   | Pol. Ferrarin         | 24 | 16 | 11 | 2 | 3  | 442 | 330 | +112 | Promozione |
|  | 4.   | Leno                  | 21 | 16 | 10 | 1 | 5  | 337 | +62 |      |            |
|  | 5.   | Derthona              | 18 | 16 | 8  | 2 | 6  | 461 | 371 | +90  |            |
|  | 6.   | CUM Petere Valpellice | 15 | 16 | 7  | 1 | 8  | 423 | 372 | +51  |            |
|  | 7.   | Città Giardino        | 8  | 16 | 4  | 0 | 12 | 340 | 440 | -100 |            |
|  | 8.   | Vigevano              | 4  | 16 | 2  | 0 | 14 | 287 | 479 | -192 |            |
|  | 9.   | Exes 1984             | 0  | 16 | 0  | 0 | 16 | 208 | 509 | -301 |            |

### Area 3

#### Regular Season

##### Girone A

###### Squadre partecipanti
| Squadra                       | Città                    |
| ----------------------------- | ------------------------ |
| Cellini Padova                | Padova                   |
| Jolly Povegliano              | Povegliano Veronese (VR) |
| Handball Malo B               | Malo (VI)                |
| Pallamano Olimpica Dossobuono | Dossobuono (VR)          |
| Paese                         | Paese (TV)               |
| Quinto Vicentino              | Quinto Vicentino (VI)    |
| Unione Sportiva Torri B       | Torri di Quartesolo (VI) |
| Pallamano Scuola Vicenza      | Vicenza                  |

###### Classifica
Fonte
|  | Pos. | Squadra          | Pt | G  | V  | N | S  | GF  | GS  | D    | Note    |
|  | ---- | ---------------- | -- | -- | -- | - | -- | --- | --- | ---- | ------- |
|  | 1.   | Malo B           | 28 | 14 | 14 | 0 | 0  | 390 | 297 | +93  |         |
|  | 2.   | Ol. Dossobuono   | 22 | 14 | 11 | 0 | 3  | 432 | 299 | +133 | Playoff |
|  | 3.   | Paese            | 18 | 14 | 9  | 0 | 5  | 393 | 324 | +69  | Playoff |
|  | 4.   | Torri B          | 18 | 14 | 9  | 0 | 5  | 401 | 339 | +62  |         |
|  | 5.   | Quinto Vicentino | 14 | 14 | 7  | 0 | 7  | 339 | 324 | +15  | Playoff |
|  | 6.   | Cellini Padova   | 8  | 14 | 4  | 0 | 10 | 361 | 419 | -60  |         |
|  | 7.   | Jolly Povegliano | 4  | 14 | 2  | 0 | 12 | 281 | 411 | -130 |         |
|  | 8.   | Vicenza          | 0  | 14 | 0  | 0 | 14 | 254 | 438 | -184 |         |

##### Girone B

###### Squadre partecipanti
| Squadra               | Città                |
| --------------------- | -------------------- |
| FIREX Belluno         | Belluno              |
| Pallamano Musile 2006 | Musile di Piave (VE) |
| Jolly Campoformido    | Campoformido (UD)    |
| Handball Oderzo       | Oderzo (TV)          |
| San Fior              | San Fior (TV)        |
| Ponte di Piave        | Ponte di Piave (TV)  |
| Pallamano Trieste B   | Trieste              |

###### Classifica
Fonte
|  | Pos. | Squadra             | Pt | G  | V  | N | S  | GF  | GS  | D    | Note    |
|  | ---- | ------------------- | -- | -- | -- | - | -- | --- | --- | ---- | ------- |
|  | 1.   | Jolly Campoformido  | 20 | 12 | 10 | 0 | 2  | 371 | 308 | +63  | Playoff |
|  | 2.   | Trieste B           | 19 | 12 | 9  | 1 | 2  | 372 | 308 | +64  | Playoff |
|  | 3.   | San Fior (-3)       | 15 | 12 | 9  | 0 | 3  | 324 | 278 | +46  | Playoff |
|  | 4.   | Oderzo              | 10 | 12 | 5  | 0 | 7  | 328 | 324 | +4   |         |
|  | 5.   | Musile              | 9  | 12 | 3  | 3 | 6  | 290 | 314 | -24  |         |
|  | 6.   | Firex Belluno       | 8  | 12 | 3  | 2 | 7  | 266 | 278 | -12  |         |
|  | 7.   | Ponte di Piave (-5) | -5 | 12 | 0  | 0 | 12 | 258 | 399 | -141 |         |

#### Placement Round

##### Placement Round 7º-9º posto

###### Classifica
Fonte
|  | Pos. | Squadra | Pt | G | V | N | S | GF | GS | D  | Note     |
|  | ---- | ------- | -- | - | - | - | - | -- | -- | -- | -------- |
|  | 1.   | Oderzo  | 4  | 2 | 2 | 0 | 0 | 66 | 60 | +6 | 7º posto |
|  | 2.   | Torri B | 1  | 2 | 0 | 1 | 1 | 54 | 58 | -3 | 8º posto |
|  | 3.   | Malo B  | 1  | 2 | 0 | 1 | 1 | 56 | 58 | -2 | 9º posto |

##### Placement Round 10º-12º posto

###### Classifica
Fonte
|  | Pos. | Squadra        | Pt | G | V | N | S | GF | GS | D   | Note      |
|  | ---- | -------------- | -- | - | - | - | - | -- | -- | --- | --------- |
|  | 1.   | Musile         | 4  | 2 | 2 | 0 | 0 | 59 | 39 | +20 | 10º posto |
|  | 2.   | Firex Belluno  | 2  | 2 | 1 | 0 | 1 | 52 | 56 | -4  | 11º posto |
|  | 3.   | Cellini Padova | 0  | 2 | 0 | 0 | 2 | 48 | 64 | -16 | 12º posto |

##### Placement Round 13º-15º posto

###### Classifica
Fonte
|  | Pos. | Squadra          | Pt | G | V | N | S | GF | GS | D  | Note      |
|  | ---- | ---------------- | -- | - | - | - | - | -- | -- | -- | --------- |
|  | 1.   | Vicenza          | 2  | 2 | 1 | 0 | 1 | 47 | 40 | +7 | 13º posto |
|  | 2.   | Jolly Povegliano | 2  | 2 | 1 | 0 | 1 | 50 | 51 | -1 | 14º posto |
|  | 3.   | Ponte di Piave   | 2  | 2 | 1 | 0 | 1 | 46 | 52 | -6 | 15º posto |

#### Playoff promozione

##### Girone 1

###### Classifica
Fonte
|  | Pos. | Squadra        | Pt | G | V | N | S | GF | GS | D   | Note            |
|  | ---- | -------------- | -- | - | - | - | - | -- | -- | --- | --------------- |
|  | 1.   | Trieste B      | 4  | 2 | 2 | 0 | 0 | 59 | 43 | +16 | Semifinali      |
|  | 2.   | Ol. Dossobuono | 2  | 2 | 1 | 0 | 1 | 51 | 51 | +0  | Semifinali      |
|  | 3.   | San Fior       | 0  | 2 | 0 | 0 | 2 | 43 | 59 | -16 | Finale 5º posto |

##### Girone 2

###### Classifica
Fonte
|  | Pos. | Squadra            | Pt | G | V | N | S | GF | GS | D   | Note            |
|  | ---- | ------------------ | -- | - | - | - | - | -- | -- | --- | --------------- |
|  | 1.   | Jolly Campoformido | 4  | 2 | 2 | 0 | 0 | 61 | 45 | +16 | Semifinali      |
|  | 2.   | Paese              | 1  | 2 | 0 | 1 | 1 | 56 | 64 | -8  | Semifinali      |
|  | 3.   | Quinto Vicentino   | 1  | 2 | 0 | 1 | 1 | 51 | 59 | -8  | Finale 5º posto |

##### Semifinali
| Squadra 1          | Squadra 2           | Risultato                  |
| ------------------ | ------------------- | -------------------------- |
| Jolly Campoformido | Olimpica Dossobuono | Campoformido, 30 apr. 2022 |
| Jolly Campoformido | Olimpica Dossobuono | 21-27                      |
| Trieste B          | Paese               | Trieste, 1 mag. 2022       |
| Trieste B          | Paese               | 37-24                      |

##### Finale 5º posto
| Squadra 1        | Squadra 2 | Risultato                           |
| ---------------- | --------- | ----------------------------------- |
| Quinto Vicentino | San Fior  | San Vito di Leguzzano, 15 mag. 2022 |
| Quinto Vicentino | San Fior  | 24-25                               |

##### Finale 3º posto
| Squadra 1 | Squadra 2          | Risultato                           |
| --------- | ------------------ | ----------------------------------- |
| Paese     | Jolly Campoformido | San Vito di Leguzzano, 15 mag. 2022 |
| Paese     | Jolly Campoformido | 26-31                               |

##### Finale
| Squadra 1 | Squadra 2           | Risultato                           |
| --------- | ------------------- | ----------------------------------- |
| Trieste B | Olimpica Dossobuono | San Vito di Leguzzano, 15 mag. 2022 |
| Trieste B | Olimpica Dossobuono | 35-29                               |

### Area 4

#### Squadre partecipanti
| Squadra                    | Città                      |
| -------------------------- | -------------------------- |
| Pallamano Carpi 2019 B     | Carpi (MO)                 |
| Carpine                    | Carpi (MO)                 |
| Handball Estense           | Ferrara                    |
| Pallamano Faenza           | Faenza (RA)                |
| Felino HC                  | Felino (PM)                |
| Imola                      | Imola (BO)                 |
| Marconi Jumpers            | Castelnovo di Sotto (RE)   |
| Rapid Nonantola            | Nonantola (MO)             |
| Pallamano 85 San Lazzaro B | San Lazzaro di Savena (BO) |
| Scuola Pallamano Modena    | Modena                     |
| Sportinsieme A.S.D.        | Castellarano (RE)          |
| Pallamano Valsamoggia      | Bazzano (BO)               |

#### Classifica
Fonte
|  | Pos. | Squadra           | Pt | G  | V  | N | S  | GF  | GS  | D    | Note    |
|  | ---- | ----------------- | -- | -- | -- | - | -- | --- | --- | ---- | ------- |
|  | 1.   | Rapid Nonantola   | 40 | 22 | 20 | 0 | 2  | 756 | 555 | +201 | Playoff |
|  | 2.   | S.P. Modena       | 34 | 22 | 17 | 0 | 5  | 660 | 546 | +114 | Playoff |
|  | 3.   | Faenza            | 32 | 22 | 16 | 0 | 6  | 626 | 551 | +75  | Playoff |
|  | 4.   | Marconi Jumpers   | 28 | 22 | 13 | 2 | 7  | 653 | 548 | +105 | Playoff |
|  | 5.   | Carpi B           | 26 | 22 | 13 | 0 | 9  | 620 | 534 | +86  |         |
|  | 6.   | Estense           | 26 | 22 | 12 | 2 | 8  | 565 | 514 | +51  |         |
|  | 7.   | Imola             | 24 | 22 | 11 | 2 | 9  | 658 | 605 | +53  |         |
|  | 8.   | Carpine           | 20 | 22 | 9  | 2 | 11 | 571 | 577 | -6   |         |
|  | 9.   | San Lazzaro B     | 16 | 22 | 8  | 0 | 14 | 574 | 614 | -40  |         |
|  | 10.  | Felino            | 14 | 22 | 6  | 2 | 14 | 492 | 655 | -163 |         |
|  | 11.  | Sportinsieme (-3) | 0  | 22 | 1  | 1 | 20 | 459 | 683 | -224 |         |
|  | 12.  | Valsamoggia (-3)  | -2 | 22 | 0  | 1 | 21 | 523 | 775 | -252 |         |

#### Playoff

##### Semifinali
| Squadra 1       | Squadra 2       | Risultato               |
| --------------- | --------------- | ----------------------- |
| Rapid Nonantola | Marconi Jumpers | Nonantola, 28 mag. 2022 |
| Rapid Nonantola | Marconi Jumpers | 31-28                   |
| S. P. Modena    | Faenza          | Nonantola, 28 mag. 2022 |
| S. P. Modena    | Faenza          | 29-26 (d.t.s.)          |

##### Finale 3º posto
| Squadra 1       | Squadra 2 | Risultato               |
| --------------- | --------- | ----------------------- |
| Marconi Jumpers | Faenza    | Nonantola, 29 mag. 2022 |
| Marconi Jumpers | Faenza    | 27-29 (d.t.s.)          |

##### Finale
| Squadra 1       | Squadra 2    | Risultato               |
| --------------- | ------------ | ----------------------- |
| Rapid Nonantola | S. P. Modena | Nonantola, 29 mag. 2022 |
| Rapid Nonantola | S. P. Modena | 24-23                   |

### Area 5

#### Squadre partecipanti
| Squadra                 | Città                     |
| ----------------------- | ------------------------- |
| Aretè Polisportiva      | Bastia Umbra (PG)         |
| Carrara                 | Carrara                   |
| Ginnastica Spezia       | La Spezia                 |
| Medicea                 | Poggio a Caiano PO        |
| Pallamano Montecarlo    | Montecarlo (LU)           |
| GSD Libertas La Torre   | Pontassieve (FI)          |
| Olimpic Massa Marittima | Massa Marittima (GR)      |
| Mugello Handball UTD    | Borgo San Lorenzo (FI)    |
| Pallamano Grosseto      | Grosseto                  |
| Polisportiva 29 Martiri | Prato                     |
| Pallamano Tavarnelle    | Barberino Tavarnelle (FI) |

#### Classifica
Fonte
|  | Pos. | Squadra           | Pt | G  | V  | N | S  | GF  | GS  | D    | Note       |
|  | ---- | ----------------- | -- | -- | -- | - | -- | --- | --- | ---- | ---------- |
|  | 1.   | Tavarnelle        | 38 | 20 | 19 | 0 | 1  | 709 | 404 | +305 | Promozione |
|  | 2.   | Ginnastica Spezia | 32 | 20 | 16 | 0 | 4  | 673 | 505 | +168 |            |
|  | 3.   | Olimpic Massa M.  | 30 | 20 | 15 | 0 | 5  | 713 | 583 | +135 |            |
|  | 4.   | Grosseto H.       | 25 | 20 | 12 | 1 | 7  | 623 | 570 | +53  |            |
|  | 5.   | Mugello H. (-5)   | 23 | 20 | 14 | 0 | 6  | 625 | 514 | +111 |            |
|  | 6.   | Medicea H.        | 20 | 20 | 10 | 0 | 10 | 594 | 519 | +75  |            |
|  | 7.   | Carrara           | 17 | 20 | 8  | 1 | 11 | 616 | 682 | -66  |            |
|  | 8.   | La Torre          | 11 | 20 | 5  | 1 | 14 | 525 | 651 | -126 |            |
|  | 9.   | Montecarlo (-3)   | 6  | 20 | 4  | 1 | 15 | 477 | 561 | -94  |            |
|  | 10.  | Aretè (-4)        | 6  | 20 | 5  | 0 | 15 | 464 | 638 | -174 |            |
|  | 11.  | 29 Martiri        | 0  | 20 | 0  | 0 | 20 | 332 | 704 | -372 |            |

### Area 6

#### Squadre partecipanti
| Squadra                    | Città                    |
| -------------------------- | ------------------------ |
| Pallamano Chiaravalle B    | Chiaravalle (AN)         |
| Pallamano Chieti           | Chieti                   |
| Polisportiva Cingoli B     | Cingoli (MC)             |
| Handball Città sant'angelo | Città Sant'Angelo (PE)   |
| CUS Ancona                 | Ancona                   |
| Pallamano Falconara        | Falconara Marittima (AN) |
| Lions Teramo B             | Teramo                   |
| HC Monteprandone           | Monteprandone (AP)       |
| Handball Club Pescara      | Pescara                  |

#### Classifica
Fonte
|  | Pos. | Squadra           | Pt | G  | V  | N | S  | GF  | GS  | D    | Note    |
|  | ---- | ----------------- | -- | -- | -- | - | -- | --- | --- | ---- | ------- |
|  | 1.   | Monteprandone     | 30 | 16 | 15 | 0 | 1  | 581 | 356 | +225 | Playoff |
|  | 2.   | Lions Teramo B    | 30 | 16 | 15 | 0 | 1  | 485 | 349 | +136 |         |
|  | 3.   | Città Sant'Angelo | 20 | 16 | 10 | 0 | 6  | 497 | 386 | +111 | Playoff |
|  | 4.   | CUS Ancona (-3)   | 16 | 16 | 9  | 1 | 6  | 419 | 397 | +22  | Playoff |
|  | 5.   | Cingoli B         | 15 | 16 | 7  | 1 | 8  | 522 | 517 | +5   |         |
|  | 6.   | Falconara         | 14 | 16 | 7  | 0 | 9  | 409 | 447 | -38  | Playoff |
|  | 7.   | Chieti            | 12 | 16 | 6  | 0 | 10 | 404 | 484 | -80  |         |
|  | 8.   | Pescara           | 4  | 16 | 2  | 0 | 14 | 312 | 448 | -136 |         |
|  | 9.   | Chiaravalle B     | 0  | 16 | 0  | 0 | 16 | 354 | 599 | -245 |         |

#### Playoff

##### Semifinali
| Squadra 1     | Squadra 2         | Gara 1                         | Gara 2                     |
| ------------- | ----------------- | ------------------------------ | -------------------------- |
| Monteprandone | Falconara         | Falconara Mar., 1 mag. 2022    | Monteprandone, 7 mag. 2022 |
| Monteprandone | Falconara         | 37-16                          | 32-27                      |
| CUS Ancona    | Città Sant'Angelo | Città Sant'Angelo, 1 Mag. 2022 | Ancona, 7 Mag. 2022        |
| CUS Ancona    | Città Sant'Angelo | 23-18                          | 31-21                      |

##### Finale
| Squadra 1     | Squadra 2  | Gara 1               | Gara 2                      |
| ------------- | ---------- | -------------------- | --------------------------- |
| Monteprandone | CUS Ancona | Ancona, 14 mag. 2022 | Monteprandone, 21 mag. 2022 |
| Monteprandone | CUS Ancona | 21-21                | 23-21                       |

### Area 7

#### Squadre partecipanti
| Squadra             | Città      |
| ------------------- | ---------- |
| ENDAS Capua         | Capua (CE) |
| New Handball Capua  | Capua (CE) |
| Sporting Club Gaeta | Gaeta (LT) |
| Hand Roma           | Roma       |
| Sannio HC           | Benevento  |

#### Stagione regolare

##### Classifica
Fonte
|  | Pos. | Squadra     | Pt | G | V | N | S | GF  | GS  | D   | Note      |
|  | ---- | ----------- | -- | - | - | - | - | --- | --- | --- | --------- |
|  | 1.   | Gaeta       | 15 | 8 | 7 | 1 | 0 | 222 | 176 | +46 | Spareggio |
|  | 2.   | Endas Capua | 10 | 8 | 4 | 2 | 2 | 219 | 187 | +32 |           |
|  | 3.   | NH Capua    | 10 | 8 | 5 | 0 | 3 | 227 | 200 | +27 |           |
|  | 4.   | Sannio      | 5  | 8 | 2 | 1 | 5 | 215 | 233 | -18 |           |
|  | 5.   | HandRoma    | 0  | 8 | 0 | 0 | 8 | 176 | 256 | -80 |           |

#### Seconda fase

##### Classifica
Fonte
|  | Pos. | Squadra     | Pt | G  | V  | N | S  | GF  | GS  | D   | Note      |
|  | ---- | ----------- | -- | -- | -- | - | -- | --- | --- | --- | --------- |
|  | 1.   | Gaeta       | 23 | 12 | 11 | 1 | 0  | 360 | 270 | +90 | Spareggio |
|  | 2.   | Endas Capua | 16 | 12 | 7  | 2 | 3  | 355 | 290 | +65 |           |
|  | 3.   | NH Capua    | 12 | 12 | 6  | 0 | 6  | 323 | 337 | -14 |           |
|  | 4.   | Sannio      | 5  | 12 | 2  | 1 | 9  | 317 | 366 | -49 |           |
|  | 5.   | HandRoma    | 4  | 12 | 2  | 0 | 10 | 289 | 381 | -92 |           |

### Area 8

#### Squadre partecipanti
| Squadra                     | Città           |
| --------------------------- | --------------- |
| Pallamano Altamura          | Altamura (BA)   |
| Pallamano Conversano 1973 B | Conversano (BA) |
| Pallamano Crotone           | Crotone         |
| Fasano                      | Fasano (BR)     |
| Fidelis Andria              | Andria          |
| Joker Putignano             | Putignano (BA)  |
| Innotech Serra Fasano       | Fasano (BR)     |
| Pallamano Noci              | Noci (BA)       |

#### Classifica
Fonte
|  | Pos. | Squadra               | Pt | G  | V  | N | S | GF  | GS  | D   | Note       |
|  | ---- | --------------------- | -- | -- | -- | - | - | --- | --- | --- | ---------- |
|  | 1.   | Noci                  | 25 | 14 | 11 | 3 | 0 | 400 | 314 | +87 | Promozione |
|  | 2.   | Innotech Serra Fasano | 17 | 14 | 8  | 1 | 5 | 324 | 321 | +3  |            |
|  | 3.   | Crotone               | 14 | 14 | 6  | 2 | 6 | 366 | 352 | +14 |            |
|  | 4.   | Altamura              | 12 | 14 | 6  | 0 | 8 | 282 | 404 | -22 |            |
|  | 5.   | Joker Putignano       | 11 | 14 | 4  | 3 | 7 | 305 | 322 | -17 |            |
|  | 6.   | Fidelis Andria        | 11 | 14 | 4  | 3 | 7 | 366 | 391 | -25 |            |
|  | 7.   | Fasano (-5)           | 9  | 14 | 6  | 2 | 6 | 354 | 363 | -9  |            |
|  | 8.   | Conversano B          | 8  | 14 | 3  | 2 | 9 | 352 | 382 | -30 |            |

### Area 9

#### Squadre partecipanti
| Squadra                   | Città          |
| ------------------------- | -------------- |
| Pallamano Alcamo          | Alcamo (TP)    |
| ASD Pallamano Aretusa     | Siracusa       |
| Pallamano Avola           | Avola (SR)     |
| Pallamano Il Giovinetto B | Petrosino (TP) |
| Leali Marsala             | Marsala (TP)   |
| HC Messina                | Messina        |
| Handball Club Rosolini    | Rosolini (SR)  |
| Palermo B                 | Palermo        |
| AGRIBLU Scicli            | Scicli (RG)    |
| PGS Villaurea             | Palermo        |

#### Classifica
Fonte
|  | Pos. | Squadra              | Pt | G  | V  | N | S  | GF  | GS  | D    | Note    |
|  | ---- | -------------------- | -- | -- | -- | - | -- | --- | --- | ---- | ------- |
|  | 1.   | Alcamo               | 30 | 16 | 15 | 0 | 1  | 468 | 276 | +192 | Playoff |
|  | 2.   | Aretusa              | 30 | 16 | 15 | 0 | 1  | 556 | 366 | +190 | Playoff |
|  | 3.   | Palermo B            | 20 | 16 | 10 | 0 | 6  | 450 | 418 | +32  |         |
|  | 4.   | Messina (-3)         | 15 | 16 | 9  | 0 | 7  | 410 | 410 | +0   | Playoff |
|  | 5.   | Leali Marsala        | 14 | 16 | 7  | 0 | 9  | 447 | 529 | -82  | Playoff |
|  | 6.   | Il Giovinetto B (-5) | 11 | 16 | 8  | 0 | 8  | 465 | 396 | +69  |         |
|  | 7.   | Agriblu Scicli       | 10 | 16 | 5  | 0 | 11 | 343 | 425 | -82  |         |
|  | 8.   | Villaurea            | 2  | 16 | 1  | 0 | 15 | 299 | 469 | -170 |         |
|  | 9.   | NHC Rosolini (-5)    | -1 | 16 | 2  | 0 | 14 | 312 | 461 | -149 |         |

#### Playoff

##### Semifinali
| Squadra 1 | Squadra 2     | Gara 1                | Gara 2                |
| --------- | ------------- | --------------------- | --------------------- |
| Alcamo    | Leali Marsala | Alcamo, 9 apr. 2022   | Marsala, 24 apr. 2022 |
| Alcamo    | Leali Marsala | 30-19                 | 37-28                 |
| Aretusa   | Messina       | Siracusa, 9 apr. 2022 | Messina, 24 apr. 2022 |
| Aretusa   | Messina       | 48-22                 | 38-27                 |

##### Finale
| Squadra 1 | Squadra 2 | Gara 1               | Gara 2                 |
| --------- | --------- | -------------------- | ---------------------- |
| Alcamo    | Aretusa   | Alcamo, 30 apr. 2022 | Rosolini, 14 mag. 2022 |
| Alcamo    | Aretusa   | 25-32                | 27-32                  |

### Area 10

#### Squadre partecipanti
| Squadra                | Città          |
| ---------------------- | -------------- |
| HC Nuoro               | Nuoro          |
| Raimond Sassari B      | Sassari        |
| Selargius              | Selargius (CA) |
| Verdeazzurro Sassari B | Sassari        |

#### Classifica
Fonte
|  | Pos. | Squadra           | Pt | G  | V | N | S | GF  | GS  | D   | Note      |
|  | ---- | ----------------- | -- | -- | - | - | - | --- | --- | --- | --------- |
|  | 1.   | Raimond Sassari B | 19 | 11 | 9 | 1 | 1 | 344 | 305 | +39 | Spareggio |
|  | 2.   | Verdeazzurro B    | 12 | 11 | 6 | 0 | 5 | 351 | 321 | +30 |           |
|  | 3.   | Nuoro             | 7  | 11 | 3 | 1 | 7 | 337 | 354 | -17 |           |
|  | 4.   | Selargius (-3)    | 3  | 11 | 3 | 0 | 8 | 287 | 339 | -52 |           |

## Spareggi
| Squadra 1 | Squadra 2           | Risultato                 |
| --------- | ------------------- | ------------------------- |
| Brixen B  | Olimpica Dossobuono | Mezzocorona, 27 mag. 2022 |
| Brixen B  | Olimpica Dossobuono | 28-30                     |
| Gaeta     | Raimond Sassari B   | Pontinia, 8 giu. 2022     |
| Gaeta     | Raimond Sassari B   | 30-13                     |